# فيرجن ديل روسيو

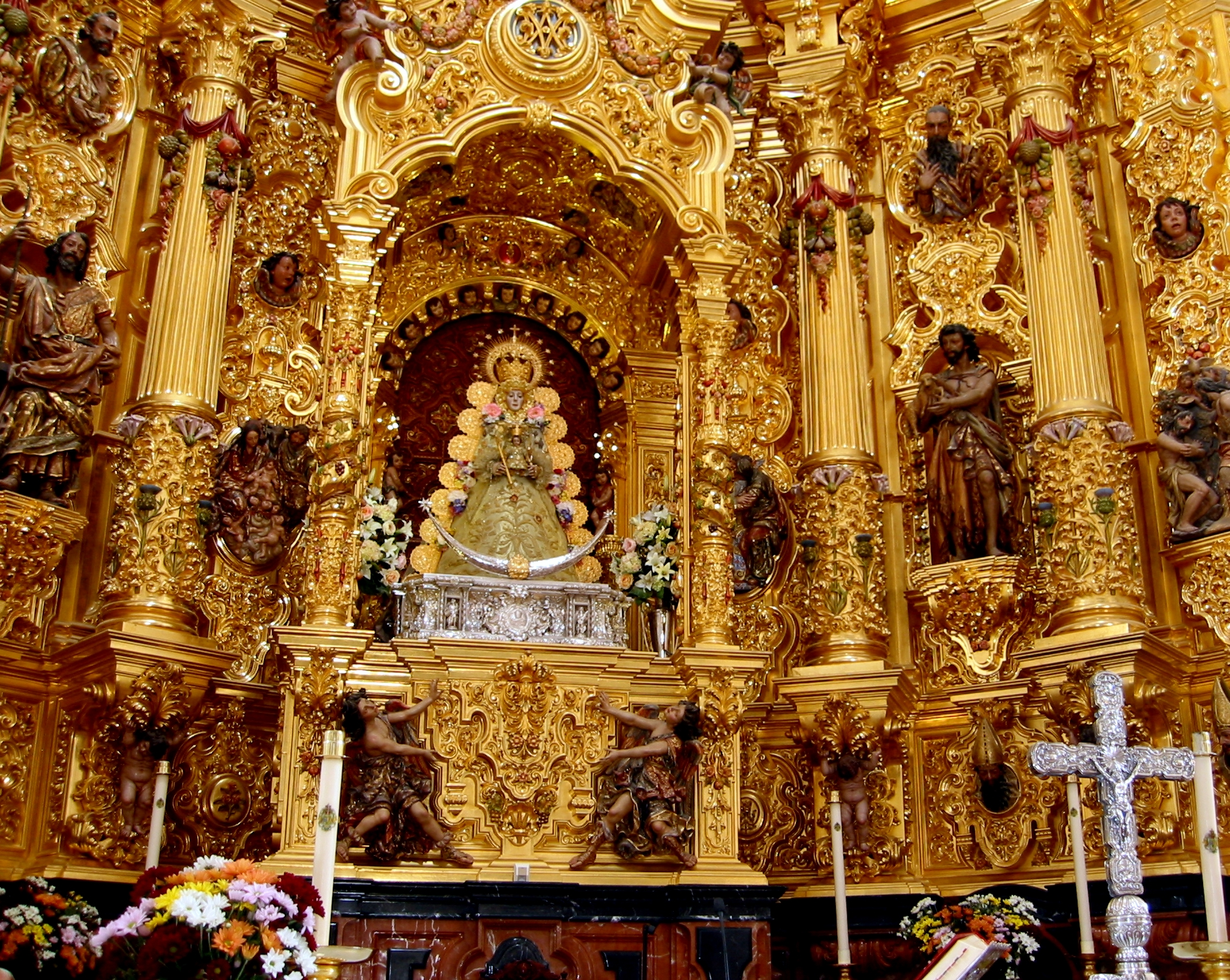
عذراء إل روسيو.

```
عذراء إل روسيو
 (وتُعرف أيضاً بـ 
مادونا إل روسيو
 أو 
سيدة إل روسيو
، 
(
بالإسبانية
: 
Virgen del Rocío
)‏
, 
سيدتنا إل روسيو
; وسابقاً عرفت بـ 
سيدة العلاجات
 أو 
سانتا ماريا دي لاس روسيناس
[
1
]
) تمثال 
للسيدة العذراء
 صغير منحوت من الخشب، الأجزاء الوحيدة المنحوتة منه هي الوجه واليدين 
والطفل يسوع
، يبجّله الناس في 
صومعة إل روسيو
 في (
 ألمونتي
، مقاطعة 
ولبة
، 
إسبانيا
).
[
2
]
 يجذب موكب الحج السنوي المرتبط به، والمعروف باسم 
إلروسيو
 قرابة مليون شخص كل عام.
[
3
]
```

على الرغم من أن صومعة إل روسيو الحالية يعود تاريخها إلى النصف الثاني من القرن العشرين فقط، إلا أنه وُجدت صومعة أخرى في هذا الموقع منذ أواخر القرن الثالث عشر (أو ربما أوائل القرن الرابع عشر). من المؤكد أن تاريخ تمثال سيدة إل روسيو يعود إلى أول هذه الصوامع، على الرغم من أن تاريخه وأصله الدقيق يثيران بعض الجدل. تاريخ التمثال يسبق تاريخ الملابس المنحوتة عليه.
أُعلنت العذراء قديسة شفيعة من ألمونتي في 29 يونيو 1653، وحصلت على التتويج القانوني عام 1919. زار البابا يوحنا بولس الثاني إل روسيو وتمثال العذراء في 14 يونيو 1993.